# NGC 3928
NGC 3928, aussi appelé la Spirale miniature (Miniature spiral,) est une petite galaxie spirale relativement rapprochée et située dans la constellation de la Grande Ourse. NGC 3928 a été découverte par l'astronome germano-britannique William Herschel en 1788.

## Caractéristiques
La classe de luminosité de NGC 3928 est II et elle présente une large raie HI. Elle renferme également des régions d'hydrogène ionisé.

### Distance
Sa vitesse par rapport au fond diffus cosmologique est de 1 183 ± 15 km/s, ce qui correspond à une distance de Hubble de 17,45 ± 1,24 Mpc (∼56,9 millions d'al).
À ce jour, cinq mesures non basées sur le décalage vers le rouge (redshift) donnent une distance égale à 16,160 ± 1,201 Mpc (∼52,7 millions d'al), ce qui est à l'intérieur des valeurs de la distance de Hubble. Puisque cette galaxie est relativement rapprochée du Groupe local, il est probable que cette valeur soit plus près de la distance réelle de NGC 3928. Notons que c'est avec la valeur moyenne des mesures indépendantes, lorsqu'elles existent, que la base de données NASA/IPAC calcule le diamètre d'une galaxie.

### Morphologie
NGC 3928 a été utilisée par Gérard de Vaucouleurs comme une galaxie de type morphologique SA(r)ab dans son atlas des galaxies,.

### Classification

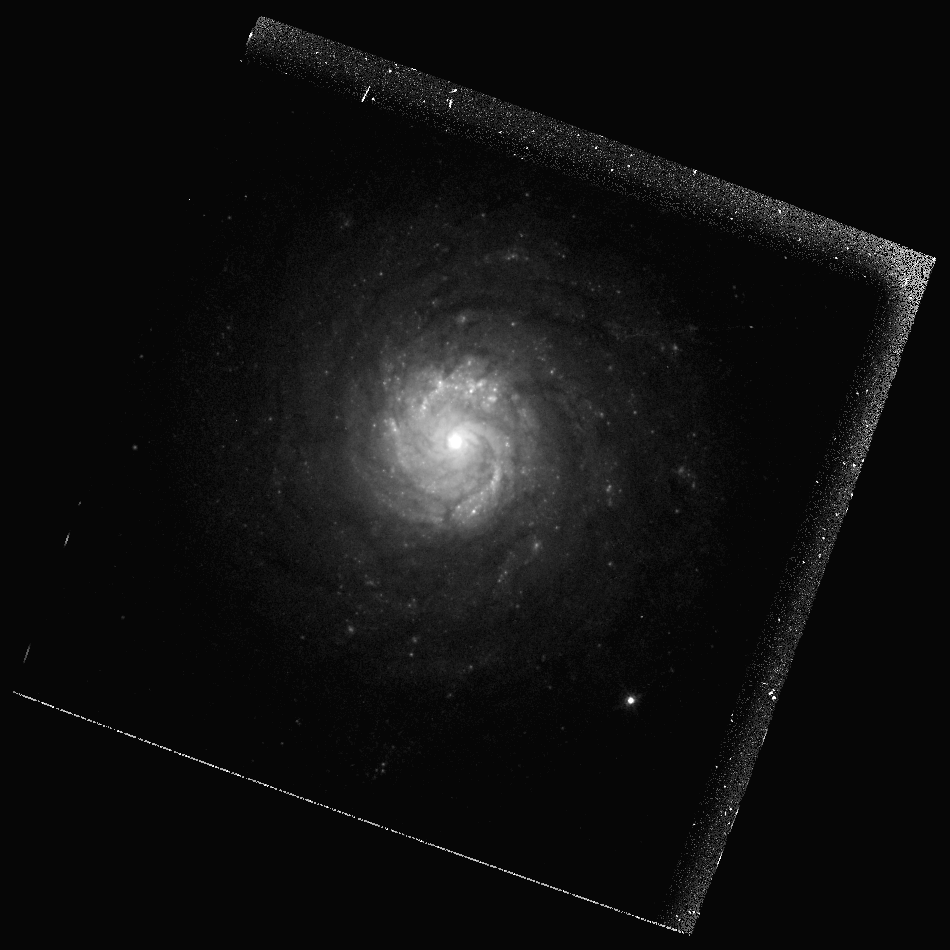
NGC 3928 est définitivement une galaxie spirale. (télescope spatial Hubble)

Ce nom de « Spirale miniature » est relativement récent, car sur les anciennes images NGC 3928 apparaissait parfaitement ronde et elle était classifiée comme elliptique ou encore lenticulaire par certains, classification que l'on retrouve encore en certains endroits,. Mais, sur les photos modernes dont celle prise par le télescope spatial Hubble, on voit très bien les bras spiraux de cette galaxie. Comme son diamètre n'est que de 23 000 années-lumière, il s'agit de l'une des plus petites galaxies spirales connues, d'où son autre nom.

### Émission de radiation ultraviolette
NGC 3442 est une galaxie dont le noyau brille dans le domaine de l'ultraviolet. Elle est inscrite dans le catalogue de Markarian sous la cote Mrk 190 (MK 190).

### Galaxie à sursaut de formation d'étoiles
NGC 3928 est une galaxie à sursaut de formation d'étoiles.

### Galaxie active
Selon la base de données Simbad, NGC 3928 est une galaxie à noyau actif.

## Groupe de M109 et de M101
NGC 3928 fait partie d'un vaste groupe de galaxies qui compte au moins 41 membres, le groupe de M109 (NGC 3992). On retrouve parmi ses membres les galaxies NGC 3726, NGC 3782, NGC 3870, NGC 3877, NGC 3893, NGC 3896, NGC 3917, PGC 37217 (identifié faussement à NGC 3924), NGC 3922, NGC 3931, NGC 3949, NGC 3953, NGC 3985, M109 (NGC 3992), NGC 4010, NGC 4026, NGC 4085, NGC 4088, NGC 4100, NGC 4102, NGC 4142, NGC 4157, NGC 4217 et NGC 4220.
D'autre part, dans un article publié en 1998, Abraham Mahtessian indique que NGC 3928 fait aussi partie d'un groupe plus vaste qui compte plus de 80 galaxies, le groupe de M101. Plusieurs galaxies de la liste de Mahtessian se retrouvent également dans d'autres groupes décrits par A.M. Garcia, soit le groupe de NGC 3631, le groupe de NGC 3898, le groupe de M109 (NGC 3992), le groupe de NGC 4051, le groupe de M106 (NGC 4258) et le groupe de NGC 5457.
Plusieurs galaxies des six groupes de Garcia ne figurent pas dans la liste du groupe de M101 de Mahtessian. Il y a plus de 120 galaxies différentes dans les listes des deux auteurs. Puisque la frontière entre un amas galactique et un groupe de galaxie n'est pas clairement définie (on parle de 100 galaxies et moins pour un groupe), on pourrait qualifier le groupe de M101 d'amas galactique contenant plusieurs groupes de galaxies.

## Amas de la grande Ourse et superamas de la Vierge
Les groupes de M109 et de M101 font partie de l'amas de la Grande Ourse, l'un des amas galactiques du superamas de la Vierge.